# Гастальдон, Станислао
Мартино Станислао Луиджи Гастальдон (итал. Martino Stanislao Luigi Gastaldon; 8 апреля 1861 года, Турин, королевство Италия — 6 марта 1939 года, Флоренция, королевство Италия) — итальянский композитор, автор известного романса «Запретная музыка» (итал. Musica proibita), написанного им в возрасте 20 лет, во время пребывания в Неаполе; им также, под псевдонимом Флик-Флок, были написаны стихи для этого и нескольких других своих романсов.

## Биография
Мартино Станислао Луиджи Гастальдон родился в Турине 8 апреля 1861 года в семье Луиджи Гастальдона и Луиджи Грациоли. Родители, отец — инженер в Лерино, недалеко от деревни Торри-ди-Квартезоло в области Венеция и мать — римская аристократка, познакомились в 1854 году; мать оставила первого мужа и четверых детей от первого брака, чтобы сожительствовать с его отцом. Семья поселилась в Сан-Вито-Кьетино в Абруццо, где будущий композитор провёл большую часть своего детства. Во Флоренции он обучался музыке у композитора Антонио Креонти и Торквато Мелиани, органиста собора Санта-Мария-дель-Фьоре. Одновременно с этим изучал литературу во Флорентийском университете. Сочинять романсы на свои стихи начал с 17 лет. Стихи писал под псевдонимом Флик-Флок. По версии музыковеда Марии Скаккетти, он позаимствовал псевдоним из названия балета «Флик-Флок» (нем. Flick und Flock) немецкого композитора Петера-Людвига Гертеля, премьера которого состоялась в театре Ла-Скала в 1861 году, то есть в год рождения Станислао Гастальдона.
Известность пришла к нему в возрасте 20 лет с романсом «Запретная музыка» (итал. Musica proibita). Его вокальные сочинения пользовались особенной популярностью в салонах. Когда в 1883 году композитора призвали на срочную военную службу, он был назначен в оркестр двадцать четвертого пехотного полка. В это время он познакомился с поэтом Луиджи Беваква-Ломбардо, в сотрудничестве с которым впоследствии им были написаны многие известные романсы. Спустя год, по завершении военной службы, поселился в Риме, где в то время жили его родители.
С 1884 по 1888 год занимался сочинением вокальной и инструментальной музыки. В это же время начал работу над оперой «Фатима» по либретто Марко Праги, но в 1888 году, когда издательство Эдоардо Сонцоньо объявило конкурс одноактных опер, Станислао Гастальдон решил участвовать в нём с оперой «Злая Пасха!». Либретто Джандоменико Барточчи-Фонтана основывалось на рассказе «Сельская честь» Джованни Верги. Однако, получив предложение от издательства Джованни Рикорди поставить оперу в Римском оперном театре, вышел из конкурса. Премьера уже трёхактной оперы «Злая Пасха!» состоялась 9 апреля 1890 года. Оперный дебют Станислао Гастальдона не имел большого успеха у публики. Тем не менее, композитор написал ещё две одноактные оперы — «Отче» (итал. Pater) в 1894 году и «Стеллина» (итал. Stellina) в 1905 году — обе по либретто Витторио Бьянки и трёхактную оперу-буффа «Маленький король из Каприланы» (итал. Il reuccio di Caprilana) в 1915 году по либретто Феличе Кампазаура. Его сценические произведения выбывали из театральных репертуаров почти сразу после премьер.
В 1890 году Станислао Гастальдон поселился в Орвието, откуда вскоре переехал во Флоренцию, где жил до самой смерти. Здесь, кроме композиторской деятельности, преподавал вокал и в качестве музыкального критика сотрудничал с периодическими изданиями. Во Флоренции входил в круг свободомыслящих художников и писателей, которые собрались в кафе «Гамбринус Алле» на площади Витторио Эмануэле (ныне площадь Республики). Станислао Гастальдон отказался сотрудничать с фашизмом, пришедшим к власти в Италии в 1920 году.
В последние годы своей жизни композитор помогал друзьям-художникам продавать картины. Он никогда не был женат и жил один в своем доме на улице Монтанара во Флоренции. 6 марта 1939 года у него случился сердечный приступ во время прогулки возле площади Витторио Эмануэле, ставший причиной его смерти в возрасте 77 лет. Станислао Гастальдон был похоронен на монументальном кладбище Милосердия в Антелле, недалеко от Флоренции.

## Творческое наследие
Творческое наследие композитора включает 6 опер (1 не закончена), около 300 сочинений вокальной и камерной музыки.

## Видеозаписи
- Enrico Caruso. «Musica Proibita» di Stanislao Gastaldon — Станислао Гастальдон. Романс «Запретная музыка» в исполнении Энрико Карузо в 1917 году.  (итал.)